# Буда (река)
Буда (укр. Буда) — левый приток реки Бречь, протекающий по Корюковскому району (Черниговская область, Украина).

## География
Длина — 11 км.
Русло выпрямлено в канал шириной 9 м и глубиной 1,5 м, дно песчаное. Пойма приустьевой части занята заболоченными участками.
Берёт начало южнее села Буда. Река течёт на северо-запад. Впадает в Бречь севернее села Шишка.
Нет крупных приток. 
Населённые пункты на реке (от истока к устью) : Буда, Шишка.